# Anthony Castonzo
Anthony Salvatore Castonzo (* 9. srpna 1988 v Des Plaines, stát Illinois) je hráč amerického fotbalu nastupující na pozici Offensive tackla za tým Indianapolis Colts v National Football League. Byl draftován Colts v roce 2011 v prvním kole Draftu NFL, předtím hrál univerzitní fotbal za Boston College.

## Vysoká škola
Castonzo nejprve navštěvoval Lake Zurich High School v Illinois, poté přestoupil na vojenskou akademii Fork Union Military Academy ve Virginii, kde jako člen místního týmu Blue Devils nastupoval na pozici Ofensive tackla nebo Tight enda. Web Rivals.com ho na konci roku 2007 zařadil až na 44. místo na své pozici, takže po ukončení školy mu nebylo nabídnuto stipendium.

## Univerzitní fotbal
V první sezóně pomohl Castonzo týmu Boston College Eagles zastavit soupeře na pouhých 61 tacklech pro ztrátu (pátý nejlepší výkon v zemi), 22 sackcích a jako pravý tackle pomohl Quarterbacku Matt Ryan (hráč amerického fotbalu)Mattu Ryanovi naházet 5,924 yardů. Castonzo byl následně nominován do výběrů All-ACC deníky The Sporting News a All-American Football Writers Association of America. Před sezónou 2008 se přesunul na pozici levého Tackla, na které odehrál všech 14 utkání. Eagles se umístili na 25. místě v rámci celých USA v poštu tacklů pro ztrátu a na 49. v sackcích za zápas. Castonza vybraly noviny College Football News do prvního týmu All-Sophomore. Pro ročník 2009 ho Rivals.com ohodnotil jako devátého nejlepšího hráče na své pozici, na konci povedené sezóny byl vybrán do prvního týmu All-Atlantic Coast Conference. Za celou sezónu 2010 povolil pouze jediný sack, zato zaznamenal 40 bloků a 2 penalty v 820 hrách. Tím pomohl Running backovi Montelu Harrisovi k prvnímu místu v konferenci v počtu utkání, ve kterých naběhal přes 100 yardů. Za to byl podruhé za sebou vybrán do prvního týmu All-Atlantic Coast Conference.

## Profesionální kariéra

### Draft NFL
Castonzo byl vybrán v prvním kole Draftu NFL 2011 na 22. místě týmem Indianapolis Colts jako třetí ofenzivní tackle v pořadí.

### Indianapolis Colts
Castonzo se hned od začátku sezóny 2011 stal členem základního týmu Colts a od druhého přípravného utkání také startujícím hráčem na pozici levého Tackla. Tuto výsadu si udržel po celou sezónu, kromě čtyř utkání, do kterých nenastoupil kvůli zranění. V následujících třech sezónách odehrál všechna utkání základní části i play-off. 28. dubna 2014 si Colts pojistili jeho služby na dalších pět let za 7,438 milionů dolarů. V 11. týdnu sezóny 2014 Castonzo zaznamenal první zachycenou přihrávku a touchdown kaiéry.